# Parti bahaméen uni
Le Parti bahaméen uni ((en) : United Bahamian Party, UBP) est un parti politique bahaméen fondé en 1958 et disparu en 1971. Son chef le plus connu fut Roland Symonette. Ce parti représentait les intérêts des milieux d'affaires et de la minorité blanche.

## Historique
Le Parti bahaméen uni se forme à la suite de deux événements qui semblent menacer l'hégémonie politique de la minorité blanche et aisée qui dominait le Parlement des Bahamas au début des années 1950. En 1956, les élections à l'Assemblée donnent six sièges au Parti progressiste libéral et le Parti travailliste démocrate bahaméen gagne lui aussi un siège. Les indépendants proche du ministre en chef, Roland Symonette restent majoritaires, mais sentent bien que leur domination est de plus en plus contestée. Au début de l'année 1958, un grève générale éclate et bloque toute l'île pendant une vingtaine de jours. Pour débloquer la situation, les autorités coloniales britanniques décident d'accorder le suffrage universel et une refonte de la carte électorale pour la rendre plus démocratique. Les indépendants, appelés The Bay Street Boys du nom de la rue qui abritait le siège des grandes entreprises du pays décident alors de former un parti plus moderne pour participer à la compétition électorale, le Parti bahaméen uni, dont Roland Symonette prend la tête en mars 1958.
Le parti remporte les élections de 1962 en jouant particulièrement les petites îles de l'archipel contre New Providence et en usant aussi de procédés de corruption, alors que le Parti progressiste libéral mène une campagne extrêmement active sous la direction de son nouveau chef, Lynden Pindling, surnommé « le Moïse noir », et clame s'être fait voler la victoire. Les sessions parlementaires donnent lieu à des échanges particulièrement vifs et le PLP bataille pour que les irrégularités des élections de 1962 soient résolues. Le Parti bahaméen uni reste cependant uni dans le soutien au gouvernement de Roland Symonette et prépare avec lui l'accès à une autonomie plus grande des Bahamas qu'il obtient en 1964. 
Les élections législatives de 1967 voient l'UBP obtenir le même nombre de sièges que le PLP. Lynden Pindling forme alors un nouveau gouvernement avec le soutien du Parti travailliste qui a obtenu un élu. Le Parti bahaméen uni est alors renvoyé dans l'opposition et Roland Symonette est nommé chef de l'opposition. Le parti se délite cependant peu à peu à mesure que Roland Symonette se retire de la vie politique. En 1971, les élus qui se réclament encore de lui s'allient avec des dissidents du PLP pour former le Mouvement national libre.